# Weidemann (Unternehmen)

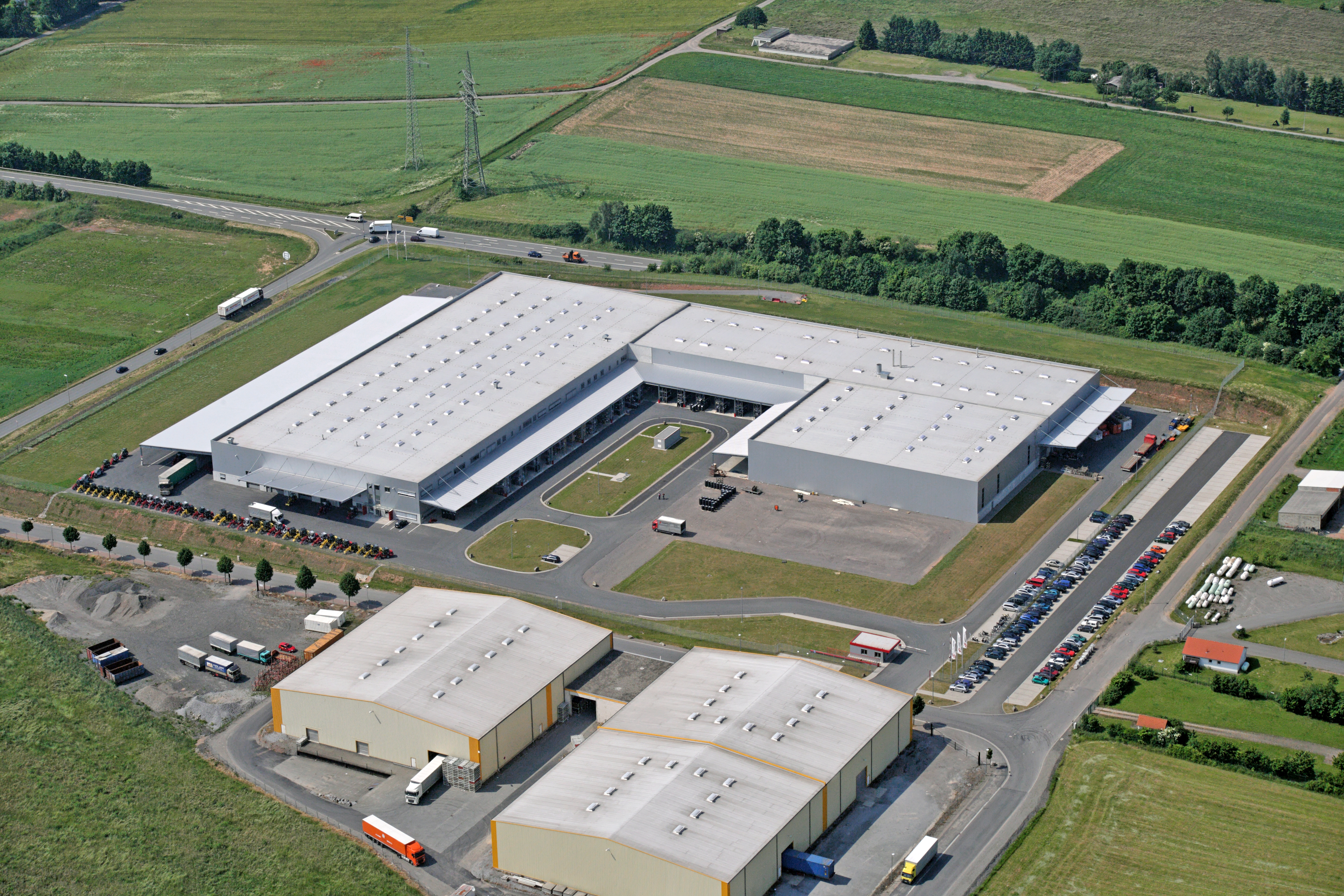
Weidemann Produktionswerk in Korbach

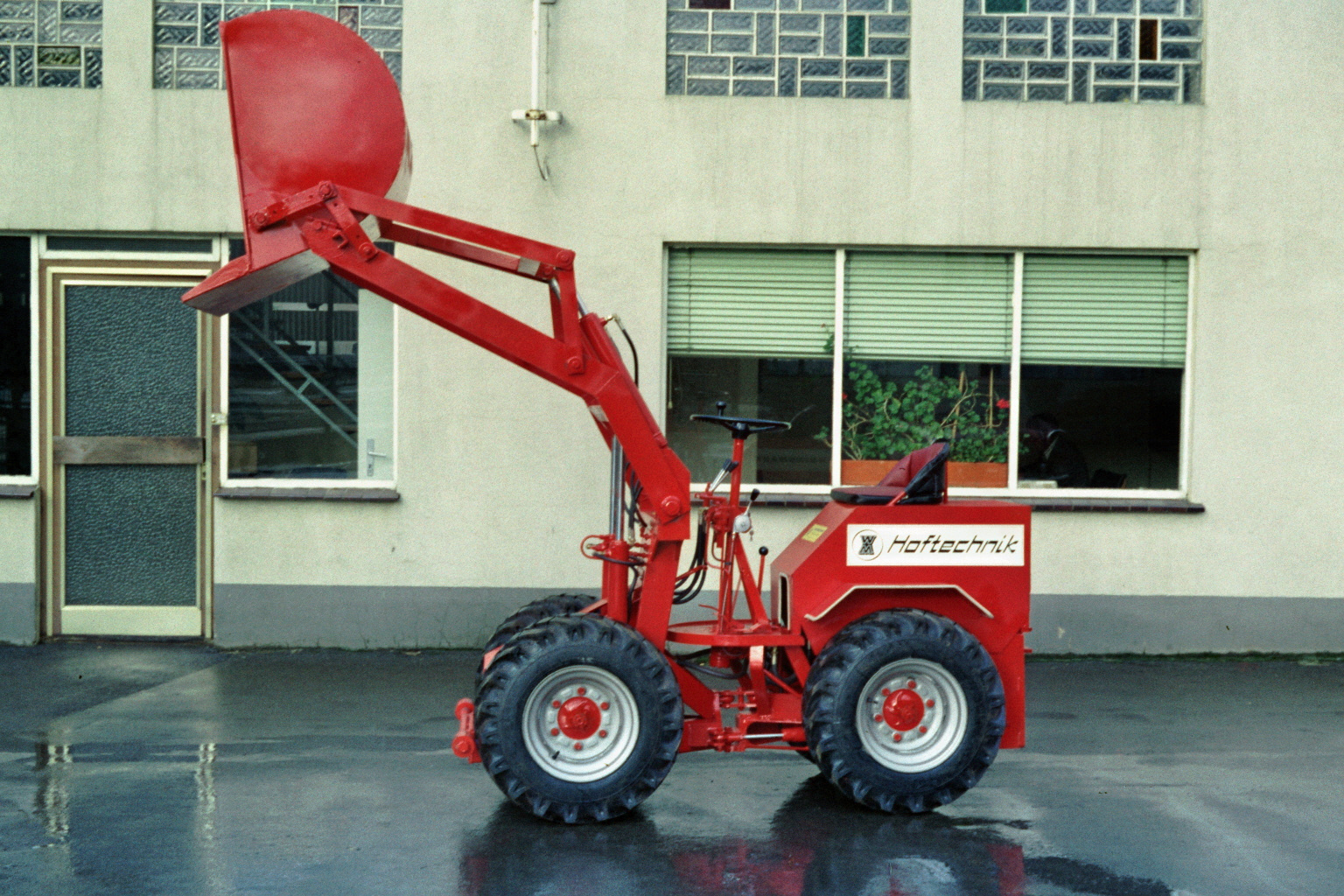
Weidemann Hoftrac WSTS 130 FD von 1974

Die Weidemann GmbH ist ein international tätiges Unternehmen für Arbeitsmaschinen mit Sitz in Korbach im Landkreis Waldeck-Frankenberg in Hessen. Die Produkte werden in den Branchen Landwirtschaft, Pferdewirtschaft, Kommune, Biogas, Zoo und Tierpark, Gärtnerei, Holzwirtschaft und Industrie und Gewerbe verwendet.
Es produziert Hoflader, Radlader, Teleskopradlader und klassische Teleskoplader, die bevorzugt auf landwirtschaftlichen Höfen beim Füttern, Einstreuen, Misten, Laden und Stapeln eingesetzt werden. Das Unternehmen ist Teil des Wacker Neuson Konzerns.

## Geschichte
Die Maschinenfabrik Weidemann KG wurde 1960 in Diemelsee-Flechtdorf (Hessen) gegründet. Zunächst konzentrierte sich das Unternehmen zwischen 1960 und 1972 auf die Herstellung von Stalleinrichtungsanlagen und Entmistungen. 1972 erfand Weidemann den Hoftrac bzw. Hoflader. Diese kleine knickgelenkte Maschine wurde speziell für enge und niedrige Stallanlagen konzipiert.
1979 wurde das Unternehmen zur Weidemann GmbH und Co. KG umfirmiert. In den folgenden Jahren expandierte Weidemann weiter. Anfang der 1990er Jahre wurde die erste Auslandsgesellschaft in den Niederlanden gegründet und der Betrieb im Werk III in Gotha (Thüringen) aufgenommen. Dort wird mittlerweile nicht mehr produziert.
2005 übernahm die damalige Wacker Construction Equipment AG (heute Wacker Neuson SE) Weidemann, womit ein weiterer Ausbau der Produktionskapazitäten verbunden war. 2007 wurde das Produktionswerk in Korbach fertiggestellt. Die Weidemann GmbH ist seitdem eine 100%ige Tochtergesellschaft der Wacker Neuson SE.
Im April 2021 wurde mit dem Bezug eines neuen Verwaltungsgebäudes, Training Centers und Technik Centers der Traditionsstandort in Diemelsee-Flechtdorf verlassen. Der Unternehmensstandort befindet sich demnach vollumfänglich in Korbach.
Der Vertrieb der Weidemann-Maschinen erfolgt weltweit in über 30 Ländern durch eigene Organisationen in enger Zusammenarbeit mit Fachhändlern. Seit 1960 hat Weidemann mehr als 130.000 Maschinen produziert (Stand 2020).

## Standort
- Korbach (Produktion, Verwaltung, Training Center, Technik Center)[2]

## Produkte

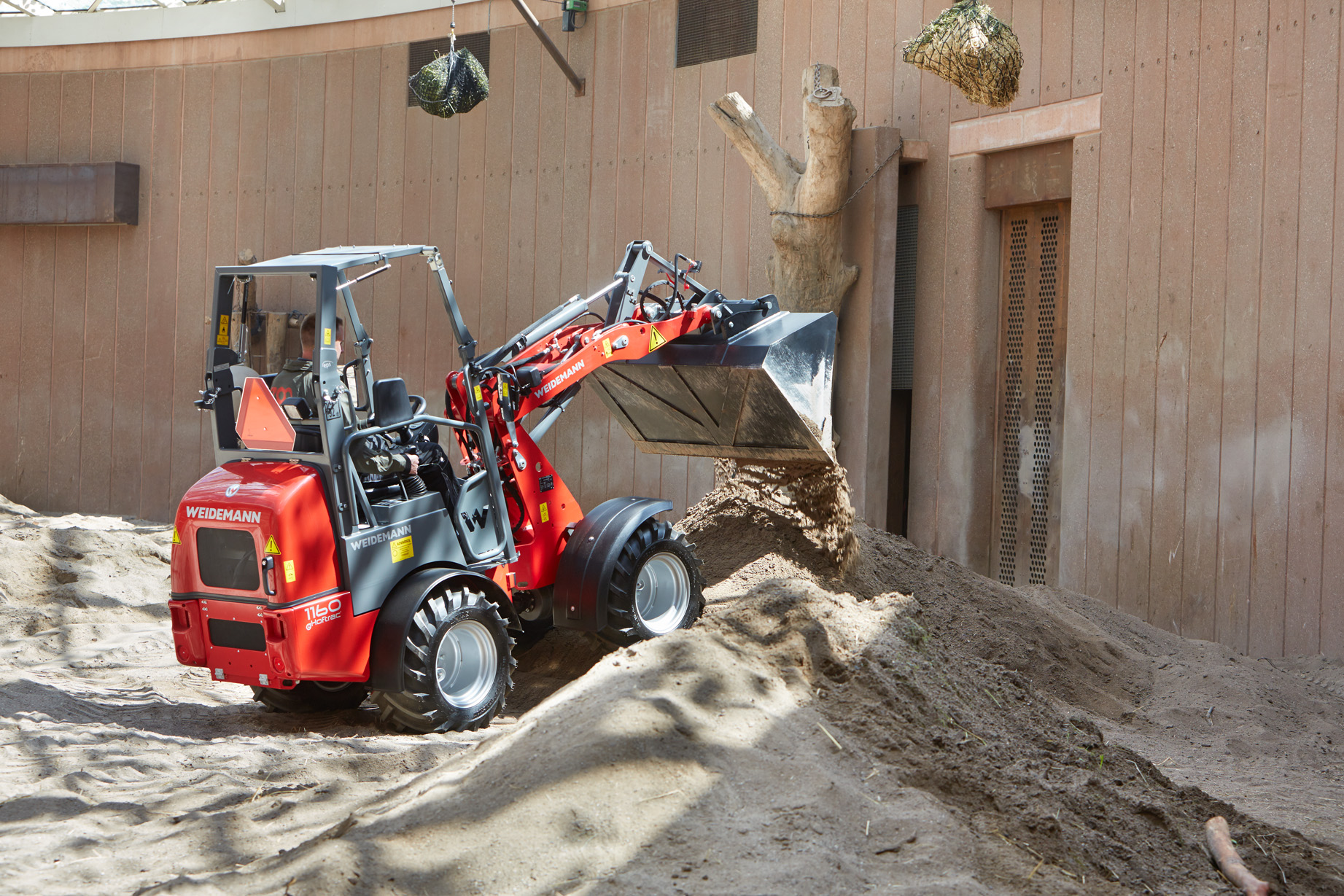
Weidemann 1160 eHoftrac (Hoflader mit Elektroantrieb)

Weidemann produziert landwirtschaftliche Maschinen, die in eigener Regie entwickelt werden:
- Hoflader (Eigenbezeichnung Hoftrac):  1,6 bis 3,4 Tonnen
- Radlader: 3,9 bis 10,7 Tonnen
- Teleskopradlader: 4,4 bis 11,2 Tonnen
- Teleskoplader: 2,8 bis 7,7 Tonnen